# Tortisambert
Tortisambert és un antic municipi francès situat al departament de Calvados i a la regió de Normandia. L'any 2018 tenia 125 habitants. Des del 1r de gener de 2016 es va integrar en el municipi nou de Livarot-Pays-d'Auge com a municipi delegat. En reunir vint-i-dos antics municipis, aquest municipi nou és el més gros de tots els municipis nous de França.

## Demografia
El 2007 la població era de 144 persones. Hi havia 51 famílies i 86 habitatges: 52 habitatges principals, 26 eren residències i 7 desocupats. 84 eren cases i 2 eren apartaments.
La població ha evolucionat segons el següent gràfic:

## Economia
El 2007 la població en edat de treballar era de 97 persones, 65 eren actives i 32 eren inactives. Hi havia cinc empreses: comerços i serveis de proximitat. L'any 2000 hi havia 9 explotacions agrícoles que conreaven un total de 295 hectàrees.